# Купихме си зоопарк
„Купихме си зоопарк“ (на английски: We Bought a Zoo) e американска комедийна драма от 2011 г. на режисьора Камерън Кроу, адаптация на мемоарите на Бенджамин Мий. Във филма участват Мат Деймън, Скарлет Йохансон, Томас Хейдън Чърч, Колин Форд и Ел Фанинг.
Филмът е пуснат по кината в Съединените щати на 21 декември 2011 г. от „Туентиът Сенчъри Фокс“.